# NTR (장르)
NTR(寝取られ)은 주로 포르노그래피 아니메와 망가 (헨타이)에 등장하는 장르이다. 이 장르는 연인 관계에서 연인 중 한 명이 바람을 피우는 과정에서의 행동을 묘사하고, 이 과정에서 남은 연인은 방관자로서 무력하게 견뎌야 한다. 만화, 애니메이션, 비디오 게임에서 흔히 볼 수 있으며, 종종 논쟁의 대상으로 여겨지기도 한다.

## 플롯
이 장르에서 공통적인 플롯은 젊은 연인(A와 B)과 그들에게 사랑을 고백하려는 강탈자(C)가 등장하는 것인데, 여기서 연인의 관계나 주인공(A)의 순수성이 집중되거나 강조된다. 이 과정을 더 간단하게 설명하기 위해, 훨씬 더 일반적인 시나리오인 "B의 바람피우기"가 자세히 고려된다.
연인과 그들의 관계, 환경을 묘사한 도입부에 이어 연인 중 한쪽(B)이 자발적으로 다른 사람(C)과 성행위를 하거나 어쩔 수 없이 성행위를 하는 내용이 나온다. 전형적인 시나리오는 오래된 학교 친구와의 재회, 가장 친한 친구와의 비밀스러운 관계, 상사에 대한 복종, 가족이나 낯선 사람에 의한 강간 등이다. 그 행위 자체가 B가 이 "금지된 연애"를 훨씬 더 강렬하게 인식하는 방식으로 묘사된다. B는 음경에 선망하는 반면, A는 점점 더 거리낌 없이 항복하는 수동적인 증인이 된다. A는 현관 계단에 충격을 받고 서 있거나, 압도당하고 묶여 앉아 있거나, 비디오 전송을 통해 B의 성관계를 볼 수 있다.
절정은 B가 A를 외면하고 C와의 혼외정사가 훨씬 낫고 따라서 더 이상 A를 사랑할 수 없다는 것을 밝히는 순간이다. 이것은 B와 C의 성행위 도중이나 나중에 B가 A와 다른 성행위를 가지면서 불만족스러워하는 순간에 일어날 수 있다. B의 반응은 감정 없이 연인 관계를 지속하는 것에서부터 열등한 A를 조롱하는 것까지 다양하다.
NTR은 독자를 C에게서 돌아서게 하고, 어떤 경우에는 B에게서 돌아서게 한다. 이것은 보통 이야기의 시작 부분에서 주인공(A)에 대한 동정이 쌓이고 그의 순수함이 전경에 놓이기 때문에 일어난다.

## 인기
일본의 FANZA REPORT 2018 동인편에서 모든 성별과 모든 연령에서 가장 인기 있는 장르로 조사되었다.

## 어원
문법적으로 "寝取られ"는 "잠자다"와 "빼앗다"를 합해서 "다른 사람의 연인이나 배우자를 애정을 통해 자신의 것으로 만들다"를 뜻하는 동사 "寝取る"의 미연형에 가능·수동·자발·존경의 의미로 사용되는 조동사 "れる"의 연용형이 붙은 형태이다. 따라서 이 용어는 주인공이 비자발적으로 연인이나 배우자를 빼앗기는 것을 경험해야 하는 작품을 지정하는 데 사용된다. 만약 주인공이 적극적으로 연인이나 배우자를 빼앗는 사람이라면, 이 장르를 "네토리"(寝取り)라고 부르지만, 이것이 항상 일관되게 적용되는 것은 아니다.
현재 인터넷을 포함해서 이 단어는 성인 게임 및 비디오의 장르 이름으로 자주 사용된다. 모토하시 노부히로(本橋信宏)는 현실에서 자신의 아내를 NTR 당하게 하고 싶은 남편들이 모이는 인터넷상의 사이트에서 그 취미를 가지는 남자들이 「NTR」로 축약하게 되었다고 말한다. 치유(ちゆ12歳)라고 하는 개인 홈페이지의 「침실」이라고 하는 게시판에서, NTR하는 게임을 확립시키기 위해서 약칭을 만들려고 하는 화제가 올라, 동 사이트의 관리자가 2001년 7월 18일의 글에서 NT, KYY(그녀 또는 짝사랑하는 딸이 범해져 버린다)를 쓴 다음, 그보다도 자연스레 느껴지는 「NTR」을 제시했다. 관리자에 의하면 NTR이란 여주인공이 남주인공 이외의 캐릭터와 얽히는 장면이 있는 것을 의미한다.

## BDSM과의 관계
NTR 장르의 작품은 BDSM에서 상대 연인이 배신할 때 욕정하는 남자(cuckold)를 목표로 하고 있다. 그러나 NTR 장르 자체에서 배신당한 상대는 대개 그 효과를 높이기 위해 희생자로 그려진다.